# Zuhair Mahmood
Zuhair Mahmood, né le 1er juillet 1952 à Mossoul en Irak, est un ingénieur irakien.

## Biographie
Il a grandi en Irak et y a suivi une formation scientifique nucléaire. Dans les années 1980, Saddam Hussein l’envoie en France dans le cadre d’un accord de coopération entre la France et l’Irak.
En France, il rencontre Ahmed Mahmoud (né en 1947 en Egypte) et Mohamed Khaldoun Bacha (né en 1955 en Syrie) et les trois fondent en 1983 l’Union des organisations islamiques de France (UOIF). 
En 1992, il fonde l’Institut européen des sciences humaines (institut de formation à la langue arabe et aux sciences de l'islam) de Saint-Léger-de-Fougeret, près de Château-Chinon, un centre de formation des imams pour l’Europe et en assure depuis la direction. Il y est également enseignant en « Sîra » (Tradition prophétique) et Mouvements musulmans réformateurs. En 2016, à la suite d'une demande du maire d'Autun Rémy Rebeyrotte pour déterminer si l'enseignement délivré par cet institut est conforme aux lois de la République, les préfets de la Nièvre et de la Saône-et-Loire précisent « qu'aucun élément de droit ou de fait ne saurait justifier une fermeture de l’IESH ».
Il est l’un des signataires en novembre 2004 du Message d’Amman (en), déclaration du Roi Abdallah II de Jordanie, invitant à l’unité entre musulmans, à soutenir le véritable Islam et à combattre l’extrémisme.

## Publication
- Le Moine, l'Imam et le Rabbin : conversations co-écrit par Benoit M. Billot, Zuhair Mahmood, Michel Serfaty, 2002, ed. Calmann-Lévy